# (768) Struveana
(768) Struveana es un asteroide perteneciente al cinturón de asteroides descubierto el 4 de octubre de 1913 por Grigori Nikoláievich Neúimin desde el observatorio de Simeiz en Crimea.
Está nombrado en honor de los Struve, una familia de astrónomos de origen alemán.